# Pétervására
Pétervására is een plaats (város) en gemeente in het Hongaarse comitaat Heves. Pétervására ligt aan de Tarna, aan de noordkant van het Mátragebergte, en telt 2172 inwoners (2015). Het is de hoofdplaats van het gelijknamige district. Sinds 1989 heeft het de status van stad. De kleinste stad van Heves heeft de bijnaam Péterke ("Petertje").
De eerste vermelding van het stadje dateert uit 1247 (Peturwasara). Sinds 1699 maakte de familie Keglevich er de dienst uit. Aan hen herinnert het barokke kasteel Keglevich, dat uit 1760 dateert en door de Italiaan Christoforo Quadri werd ontworpen. Een latere Keglevich nam het initiatief tot de bouw van de Martinuskerk (Szent Márton plébániatemplom), die tussen 1812 en 1817 werd gebouwd. Het door Ferenc Povolni ontworpen gebouw was een van de eerste neogotische kerken in Hongarije.
Stad met comitaatsrecht (megyei jogú város): Eger

Steden (város): Bélapátfalva · Füzesabony · Gyöngyös · Gyöngyöspata · Hatvan · Heves · Kisköre · Lőrinci · Pétervására · Verpelét

Vlekken (nagyközség): Kál  · Parád  · Recsk

Overige gemeenten (község): Abasár · Adács · Aldebrő · Andornaktálya · Apc · Átány · Atkár · Balaton · Bátor · Bekölce · Besenyőtelek · Boconád · Bodony · Boldog · Bükkszék · Bükkszenterzsébet · Bükkszentmárton · Csány · Demjén · Detk · Domoszló · Dormánd · Ecséd · Egerbakta · Egerbocs · Egercsehi · Egerfarmos · Egerszalók · Egerszólát · Erdőkövesd · Erdőtelek · Erk · Fedémes · Feldebrő · Felsőtárkány · Gyöngyöshalász · Gyöngyösoroszi · Gyöngyössolymos · Gyöngyöstarján · Halmajugra · Heréd · Hevesaranyos · Hevesvezekény · Hort · Istenmezeje · Ivád · Kápolna · Karácsond · Kerecsend · Kisfüzes · Kisnána · Kömlő · Kompolt · Ludas · Maklár · Markaz · Mátraballa · Mátraderecske · Mátraszentimre · Mezőszemere · Mezőtárkány · Mikófalva · Mónosbél · Nagyfüged · Nagykökényes · Nagyréde · Nagytálya · Nagyút · Nagyvisnyó · Noszvaj · Novaj · Ostoros · Parádsasvár · Pély · Petőfibánya · Poroszló · Rózsaszentmárton · Sarud · Sirok · Szajla · Szarvaskő · Szentdomonkos · Szihalom · Szilvásvárad · Szúcs · Szűcsi · Tarnabod · Tarnalelesz · Tarnaméra · Tarnaörs · Tarnaszentmária · Tarnaszentmiklós · Tarnazsadány · Tenk · Terpes · Tiszanána · Tófalu · Újlőrincfalva · Vámosgyörk · Váraszó · Vécs · Visonta · Visznek · Zagyvaszántó · Zaránk